# Miriam Stein

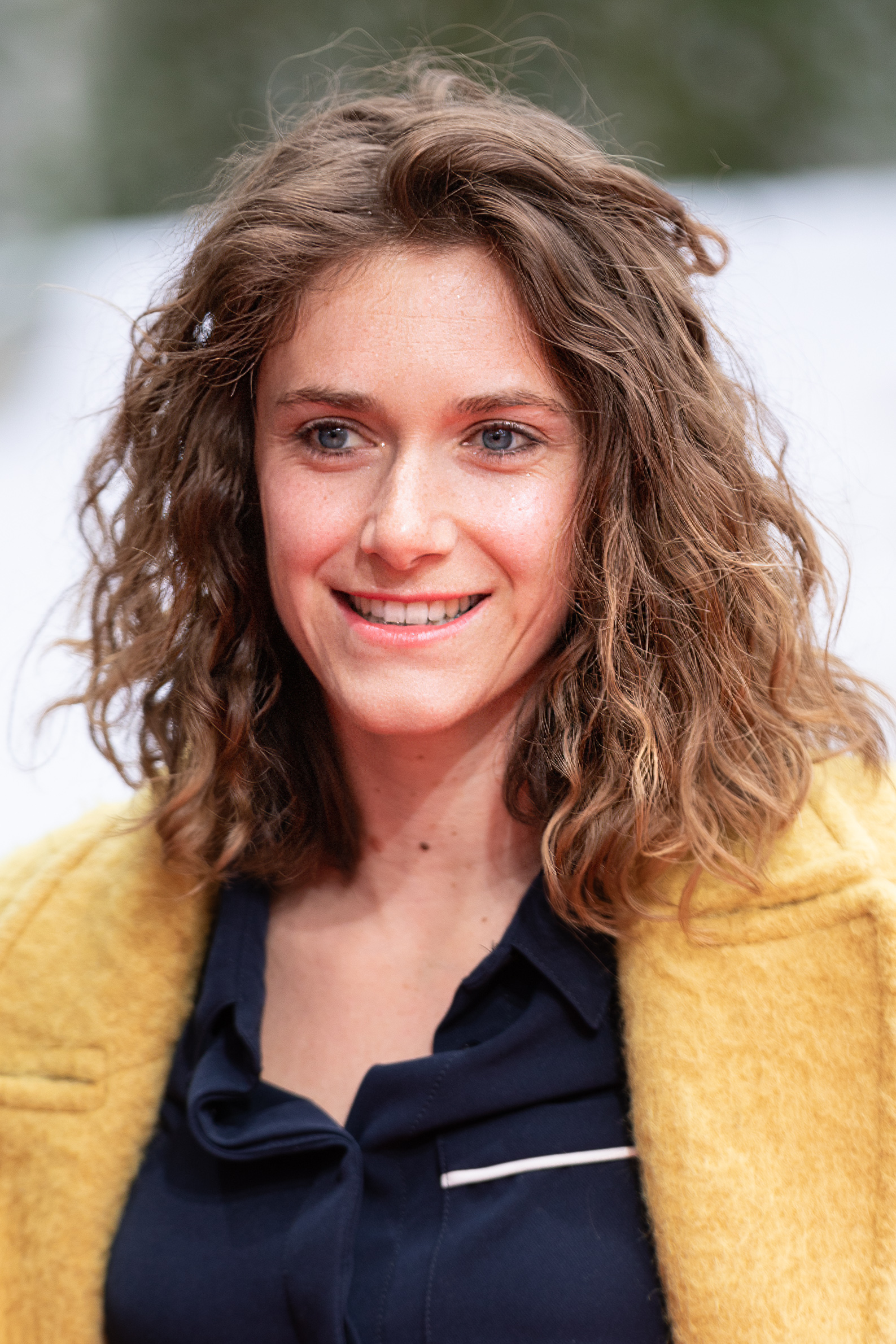
Miriam Stein, 2019

Miriam Stein (* 10. Mai 1988 in Wien) ist eine österreichisch-schweizerische Schauspielerin.

## Leben und Werdegang
Miriam Stein ist die Tochter aus erster Ehe des Schweizer Fernsehmoderators Max Moor mit der österreichischen Theaterregisseurin Marie-Louise Stein und wuchs in Wien auf. Ursprünglich wollte sie Tänzerin werden und besuchte hierfür ein spezielles Gymnasium, das mit der Oper zusammenarbeitete. Gesundheitliche Probleme zwangen sie aber, diese Karriere aufzugeben und an ein öffentliches Gymnasium zu wechseln, wo sie ihre Matura ablegte.
Stein stand das erste Mal im Alter von elf Jahren für die Titelrolle in Peter Reichenbachs Das Mädchen aus der Fremde (1999) mit Christian Kohlund und Mareike Carrière vor der Kamera. Für ihre schauspielerische Leistung als verstörtes Flüchtlingskind aus dem Kosovo erhielt sie 2001 den Förderpreis des Deutschen Fernsehpreises. Von 2006 bis 2009 erwarb sie in einem Studium an der Zürcher Hochschule der Künste (ZHdK) den Master of Arts in Theater (Vertiefung Schauspiel) (Anm.) und verbrachte ein Auslandsjahr am Pariser Conservatoire national supérieur d’art dramatique.
Einem breiteren Publikum wurde Stein als Hauptdarstellerin im romantischen Drama Goethe! (2010) an der Seite von Titelheld Alexander Fehling und Moritz Bleibtreu bekannt, das in Deutschland über 600.000 Kinozuschauer erreichte. Der Part der Lotte Buff brachte ihr 2011 den New Faces Award als beste Nachwuchsschauspielerin ein. In dem aufwändigen deutschen Fernseh-Dreiteiler Unsere Mütter, unsere Väter (2013) über die Generation der damals 20-Jährigen im Zweiten Weltkrieg spielte sie eine der fünf Hauptrollen, die Charlotte.
In der ZDF-Verfilmung Unterleuten – Das zerrissene Dorf nach dem Roman von Juli Zeh spielte Stein Linda Franzen, eine Pferdenärrin und Lebensgefährtin des Spiele-Entwicklers Frederick Wachs (Jacob Matschenz), die gemeinsam von Berlin in das brandenburgische Unterleuten ziehen, wo sie ein kleines Grundstück samt Villa erworben haben.
Gemeinsam mit den Schauspielkollegen Pheline Roggan und Moritz Vierboom sowie der Regisseurin Laura Fischer formulierte Stein 2020 eine aus 13 Punkten bestehende Idealvorstellung vom „Grünen Drehen“, deren Umsetzung einen Beitrag gegen die Klimakrise leisten soll. Mehr als 100 Schauspieler unterzeichneten daraufhin den Aufruf. Wissenschaftlich begleitet wurde der Aufruf durch den Klimawissenschaftler Dirk Notz.
In den steirischen ORF-Landkrimis verkörperte Stein in fünf Folgen neben Hary Prinz die Rolle der Grazer Ermittlerin Sandra Mohr.
Stein lebt in einem Brandenburger Dorf und ist seit 2009 mit dem Schauspielkollegen Volker Bruch liiert, der ebenfalls in Unsere Mütter, unsere Väter mitwirkte. Im März 2017 wurde bekannt, dass die beiden kurze Zeit zuvor ein Kind bekommen hatten.

### Aktivitäten gegen die Schutzmaßnahmen zur COVID-19-Pandemie
Stein beteiligte sich im April 2021 an der Aktion #allesdichtmachen, bei der rund 50 prominente Schauspieler die Maßnahmen der deutschen Bundesregierung zur Eindämmung der COVID-19-Pandemie ironisch-satirisch kommentierten. Während sich viele Teilnehmer von der Aktion infolge der kontroversen Diskussionen distanzierten, verteidigte Stein ihre Teilnahme. Miriam Stein ist zusammen mit Giovanna Winterfeldt Mitinitiatorin der von Schauspielern gegründeten Organisation „Friedlich zusammen“.

## Filmografie (Auswahl)
- 2000: Das Mädchen aus der Fremde
- 2001: Tod durch Entlassung (Fernsehfilm)
- 2004: Alles wegen Hulk (Fernsehfilm)
- 2007: Liebe und Wahn (Fernsehfilm)
- 2008: Jimmie (Fernsehfilm)
- 2009: Morgen danach (Kurzfilm)
- 2009: Alice – Paris (Kurzfilm)
- 2009: Der letzte Schnee (Kurzfilm)
- 2009: Der Mann, der nichts wollte (Kurzfilm)
- 2010: 180° – Wenn deine Welt plötzlich Kopf steht
- 2010: Neue Vahr Süd (Fernsehfilm)
- 2010: Goethe! – Regie Philipp Stölzl
- 2011: Der Verdingbub – Regie Markus Imboden
- 2012–2019: Vier Frauen und ein Todesfall (Fernsehserie, 23 Episoden)
- 2012: Omamamia – Regie Tomy Wigand
- 2013: Unsere Mütter, unsere Väter (Fernsehdreiteiler)
- 2014: Hin und weg – Regie Christian Zübert
- 2014–2021: Landkrimi (Fernsehreihe, Regie Wolfgang Murnberger)
  - 2014: Steirerblut
  - 2018: Steirerkind
  - 2019: Steirerkreuz
  - 2020: Steirerwut
  - 2021: Steirertod
- 2015: Das goldene Ufer (Fernsehfilm) – Regie Christoph Schrewe
- 2015: The Team (Fernsehserie, acht Episoden)
- 2015: Kleine große Stimme – Regie	Wolfgang Murnberger
- 2016: Gotthard – Regie Urs Egger
- 2018: 100 Dinge – Regie Florian David Fitz
- 2018: Die Schattenfreundin – Regie Michael Schneider (Fernsehfilm)
- 2020: Moskau Einfach! – Regie Micha Lewinsky
- 2020: Unterleuten – Das zerrissene Dorf (Fernsehdreiteiler) – Regie Matti Geschonneck
- 2021: Willi und die Wunderkröte – Regie Markus Dietrich

## Auszeichnungen

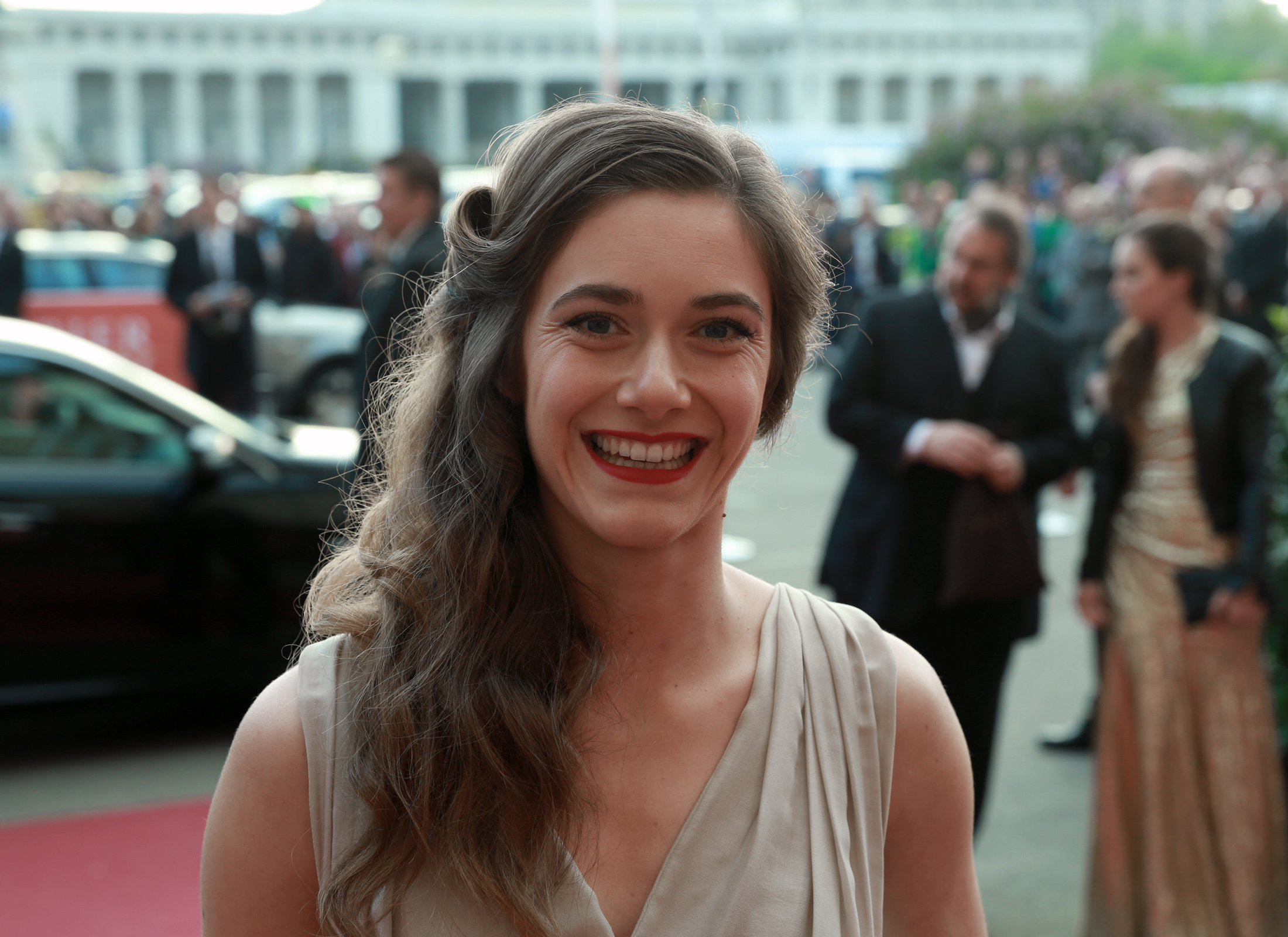
Stein bei der Romyverleihung 2014

- 2001: Förderpreis des Deutschen Fernsehpreises für Das Mädchen aus der Fremde
- 2011: New Faces Award als beste Nachwuchsschauspielerin für Goethe!
- 2013: Bayerischer Fernsehpreis: Sonderpreis für das Schauspieler-Ensemble in Unsere Mütter, unsere Väter (gemeinsam mit Katharina Schüttler, Volker Bruch, Tom Schilling und Ludwig Trepte)
- 2014: Romy Film- und Fernsehpreis als Beliebteste Schauspielerin für Unsere Mütter, unsere Väter
- 2020: Schweizer Filmpreis 2020 in der Kategorie Beste Darstellerin für Moskau Einfach![17][18]
- 2021: Romy in der Kategorie Beliebteste Schauspielerin Film